# 松平奈々
松平 奈々（まつだいら なな、1996年3月11日 - ）は、日本の女優、声優、歌手。東京都出身。

## 来歴
- 桜美林大学 芸術文化学群 演劇専修を卒業。在学中より舞台役者として活動を開始。
- 2017年より「ライブレボルト」時音ひなたのCVとして参加。FIREVOLT from LiveRevoltとしても活動を開始[2]。
- 同時に株式会社TOKYOLOGICへ所属となる。
- 2018年3月に「ライブレボルト」での活動を終了[3]。
- 2020年4月5日付けで株式会社TOKYOLOGICを退所[4]。
- 現在はアイリンク株式会社に所属[5]。芸名を松平ななより漢字表記の松平奈々へと改める。

## 出演

### 舞台
- 偽鳳蝶 敵花公演「mono」(シアター・バビロンの流れのほとりにて)-2014年
- フライドBALL企画vol.10「ヒカリの射す花」-2015年(明石スタジオ)
- フライドBALL企画vol.11「孤高のスープ」-2015年(八幡山ワーサルシアター)
- 聖地ポーカーズ「Dice or Scythe」-2016年(ラゾーナ川崎プラザソル)
- お座敷コブラ 13畳目公演「RUN ver.2.0」-2016年 久場ちえ 役 (ラゾーナ川崎プラザソル)
- 聖地ポーカーズTRAD「ブレメン」-2017年(赤坂チャンスシアター)
- 東京MT「SUPERナイト・オブ・ザ・リビングルーム」-2017年 (参宮橋トランスミッション)
- Project to do「リーディングライブ 新聞物語」-2018年 ヒロイン:あかね役 (野方区民ホール)
- お座敷コブラ 14畳目公演「RUN ver.3.0」-2019年(ラゾーナ川崎プラザソル)
- 第十回 直也の会FINAL公演 「廻る想ひ、紡ぐ月。」-2019年(池袋シアターグリーン BIG TREE THEATER)
- Sato・Pachino・Companey第2回公演「瑠璃色のラプソディ」-2020年(ひつじ座)
- 劇団わたあめ工場 WATAKURAE!「ODD GHOST HOUSE」-2020年 (八幡山ワーサルシアター)

### 歌唱
- SEGAチュウニズム「FRIDAY FRIDAY」- emon(Tes.)feat.松平なな
- KONAMI beatmania ⅡDX25 CANNON BALLERS「バ→ビ→ブ→Bomb!」 - ヒゲドライバーjoin.新菜まこ&松平なな
- KONAMI beatmania ⅡDX26 Rootage「starry Night」 - Massive New Crew feat.松平なな
- Cytus2 「Favorites」-DJ'TEKINA//SOMETHING ft.松平なな
- DJ'TEKINA//SOMETHING「My Radio」ft.松平なな
- MASEraaaN 「Why don't we start here?」feat.松平なな
- ライブレボルト「REVOLUTIA / DaringSoldiers」
- ライブレボルトFIREVOLT from LiveRevolt 「Don't give up!! / Raise My Flag」

### テレビドラマ
- 妖怪シェアハウス-帰ってきたん怪- 第7話（2022年5月21日、テレビ朝日）